# Tenisová sezóna Andyho Murrayho 2013
Tenisová sezóna Andyho Murrayho 2013 oficiálně začala 31. prosince 2012 se startem ATP World Tour 2013. K polovině července získal na okruhu ATP 4 tituly; k nejcennějším z nich patří vítězství ve Wimbledonu, titul z Miami Masters. Další titul získal na začátku roku v Brisbane a druhý na AEGON Championships. Finále si zahrál na grandslamovém Australian Open. Kvůli zranění zad se neúčastnil French Open. Mezi osm nejlepších se dostal také v New Yorku, Indian Wells a Madridu. Sezónu ukončil předčasně kvůli operaci zad už v září.

## Detailní výsledky

### Austrálie
| „                                                    | Rád bych toto vítězství věnoval jednomu z mých nejlepších kamarádů, který se vrátil domů na pozorování. Dostaneš se z toho!. | “ |
| — Vzkaz Murrayho pro Rosse Hutchinse po finále výhře | |   |

Prvním turnajem nové sezóny se pro Brita stal Brisbane International. Jediný set ztratil v prvním kole s australským kvalifikantem Johnem Millmanem, ale ve čtvrtfinále nedal větší šanci Denisovi Istominovi a v semifinále mu na začátku druhého setu vzdal pátý nasazený hráč, Kei Nišikori. Ve finále porazil nenasazeného Bulhara Grigora Dimitrova 7-6  (7-0)  a 6-4 a jako nejvýše nasazený tenista úspěšně tak obhájil loňský titul. Ten se stal jeho 25. singlovým titulem v kariéře. Při závěrečné ceremonii se se slzami v očích zmínil o svém kamarádovi, Rossu Hutchinsovi, kterému diagnostikovali Hodgkinův lymfom.
Na Australian Open byl nasazený jako trojka. Jenom sedm her ztratil her s Nizozemcem Robinem Haasem, ve druhém kole mu o jednu hru více sebral Portugal João Sousa, ve třetím kole ho ani přes několik ztracených podání nezastavil litevský tenista Ričardas Berankis. V boji o čtvrtfinále se mu postavil čtrnáctý nasazený Francouz Gilles Simon, který ale získal jenom jednu desítku her,v boji o semifinále povolil jenom devět her dalšímu Francouzovi, nenasazenému Jérémy Chardymu. V semifinále se utkal s druhým nasazeným Rogerem Federerem, kterého porazil až v pěti setech, když rozhodující set vyhrál poměrem 6-2. Ve finále však byl nad jeho síly Srb Novak Djoković, se kterým sice vyhrál první set v tie-breaku, další tři ale prohrál a Srb potřetí v řadě vyhrál Australian Open.

### Americké Masters

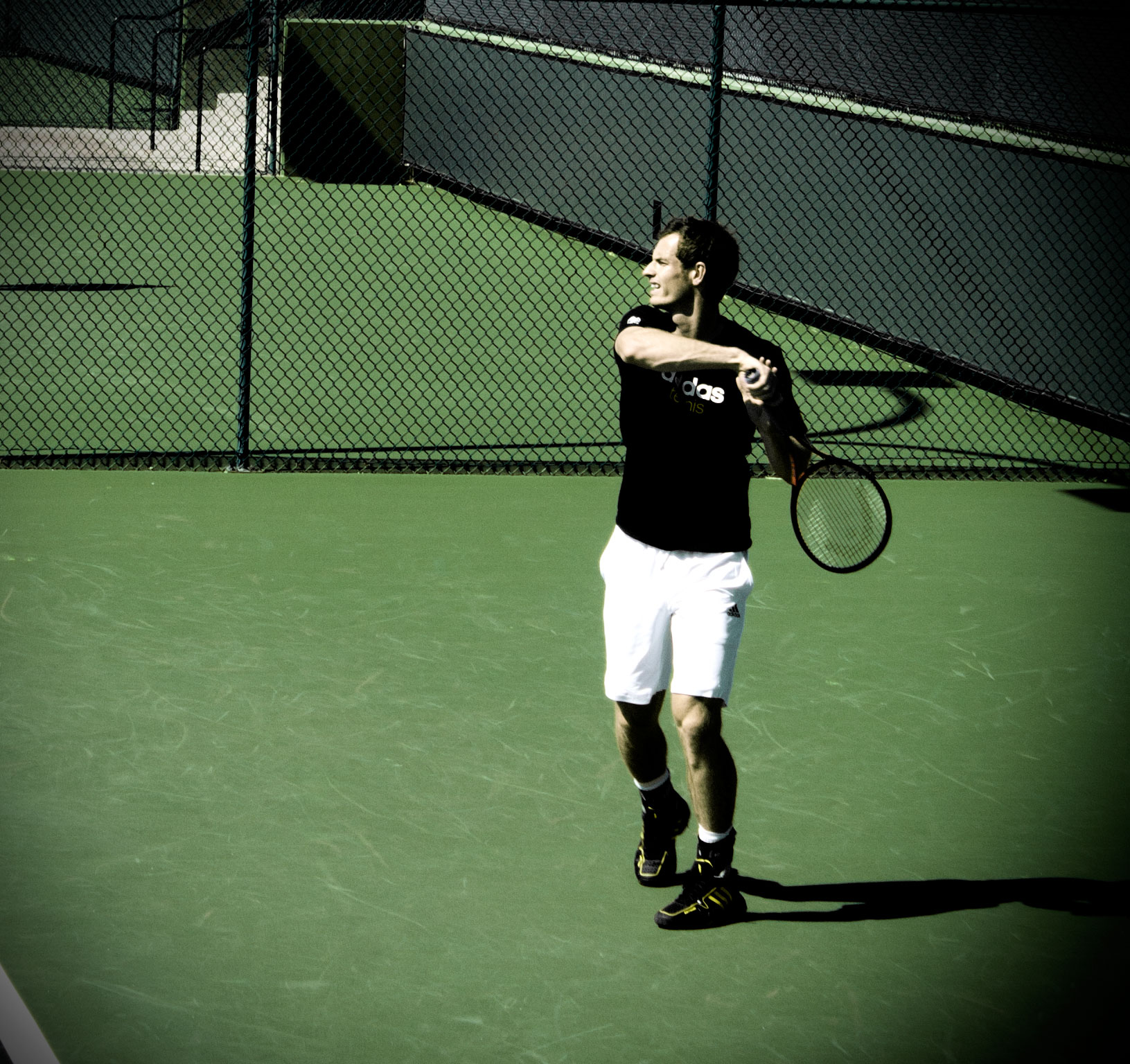
V Indian Wells

Po finále v Melbourne Andy 6 týdnů nehrál oficiální zápas ATP, aby se nakonec představil na prvním turnaji Masters sezóny, BNP Paribas Open v roli turnajové trojky. V prvním zápase zůstal na jeho raketě Rus Jevgenij Donskoj po třech setech, když musel Murray otáčet z 1-0 na sety, a zaznamenal tak prvním výhru na tomto turnaji od roku 2010. Ve třetím porazil Lu Jan-suna ve dvou setech. Ve čtvrtém kole zastavil přemožitele dvou nasazených hráčů Argentince Carlose Berlocqa ve dvou setech. Ve čtvrtfinále ale nestačil na jiného argentinského tenistu, sedmého tenistu světa a pozdějšího finalistu turnaje Juana Martína del Potra ve třech setech, přestože vyhrál první set.
Po porážce se vrátil do Miami na Sony Open Tennis, díky absenci světové dvojky Federera jako druhý nasazený hráč. Po dvousetových výhrách nad Australanem Berdnardem Tomice, dvacátým devátým nasazeným Bulharem Grigorem Dimitrovem, šestnáctým nasazeným Italem Andreasem Seppim a devátým nasazeným Chorvatem Marinem Čilićem ve své čtvrtém semifinále na zdejším turnaji otočil vývoj utkání v osmým hráčem turnaje, Francouzem Richardem Gasquetem a postoupil do finále. V něm ho čekal třetí nasazený Španěl David Ferrer. První set
jednoznačně vyhrál španělský tenista, ale další dva už patřily Andymu. Zápas rozhodoval závěrečný tie-break poté, co Murray za stavu 6-5 na gamy musel odvracet mečbol. Nakonec vyhrál pi setech 2-6, 6-4 a 7-6 (7-1). Vyhrál tak svůj druhý titul na Miami Masters
a devátý Masters titul celkově.
V pondělí se dostal na 2. místo žebříčku ATP, když se dostal před Rogera Federera a vyrovnal tak svoje nejlepší umístění z roku 2009. Po 9 letech nebyl Federer ani Nadal v Top 2.

### Antuková část sezóny
Po dvoutýdenní přestávce zamířil Murray do Monaka na Monte-Carlo Rolex Masters. Po volném lose v prvním kole porazil druhý nasazený hráč kvalifikanta z Francie, Édouarda Rogera-Vasselina. Poté ale nestačil třináctého nasazeného Švýcara Stanislase Wawrinku, když uhrál jen tři hry.
V dalším vydání žebříčku ATP se neobhájením čtvrtfinále opět posunul na 3. místo za Federera.
Na Mutua Madrid Open ve druhém kole porazil jako třetí nasazený hráč třetího nejlepšího hráče Německa Floriana Mayera ve dvou tie-breacích. Po třech hodinách udolal Gillese Simona z Francie v tie-breaku třetího setu. Ve čtvrtfinále však nestačil na českou tenisovou jedničku Tomáše Berdycha a světovou šsstkou po dvou setech.
Po vyřazení obhájce titulu Rogera Federera ve třetím kole od Keie Nišikoriho se Murray však vrátil na 2. místo žebříčku ATP.
Další antukovým podnikem se pro něj stal turnaj v Římě. Jako třetí nasazený měl v prvním kole volný los, ve druhém kole srovnal na 1-1 na sety se Španělem Marcelem Granollersem, ale poté zápas skrečoval kvůli zranění zad. Byla to jeho druhá skreč v kariéře. Obě dvě přišly v den jeho narozenin.
Kvůli pokračujícím problémům se zádům vynechal blížící se grandslam French Open. Na turnaji "velké čtyřky" chyběl poprvé od Wimbledonu 2007.

### Travnatá neporazitelnost
První turnajem po zranění se pro Murrayho stal londýnský AEGON Championships jako nejvýše nasazený hráč. První kolo díky volnému losu hrát nemusel, ve druhém kole zvládl odvetu za loňské první kolo proti Nicolasi Mahutovi, v té době až 224. hráče žebříčku ATP ve dvou setech. Se ztrátou jen čtyř her porazil Australana Matosevice. Recept na jeho hru nenašel ani Němec Benjamin Becker ve čtvrtfinále. 1-0 na sety prohrával v semifinále proti čerstvému semifinalistovi uplynulého grand slamu a čtvrtému nasazenému na turnaji, Francouzovi Jo-Wilfriedovi Tsongovi, ale zápas dovedl do úspěšného konce. Ve finále byl k vidění souboj posledních dvou vítězů tohoto turnaje - Murraymu se postavil Chorvat Marin Čilić. Vítězem se nakonec stal domácí hráč, po setech 5-7, 7-5 a 6-3.

#### Wimbledonský titul

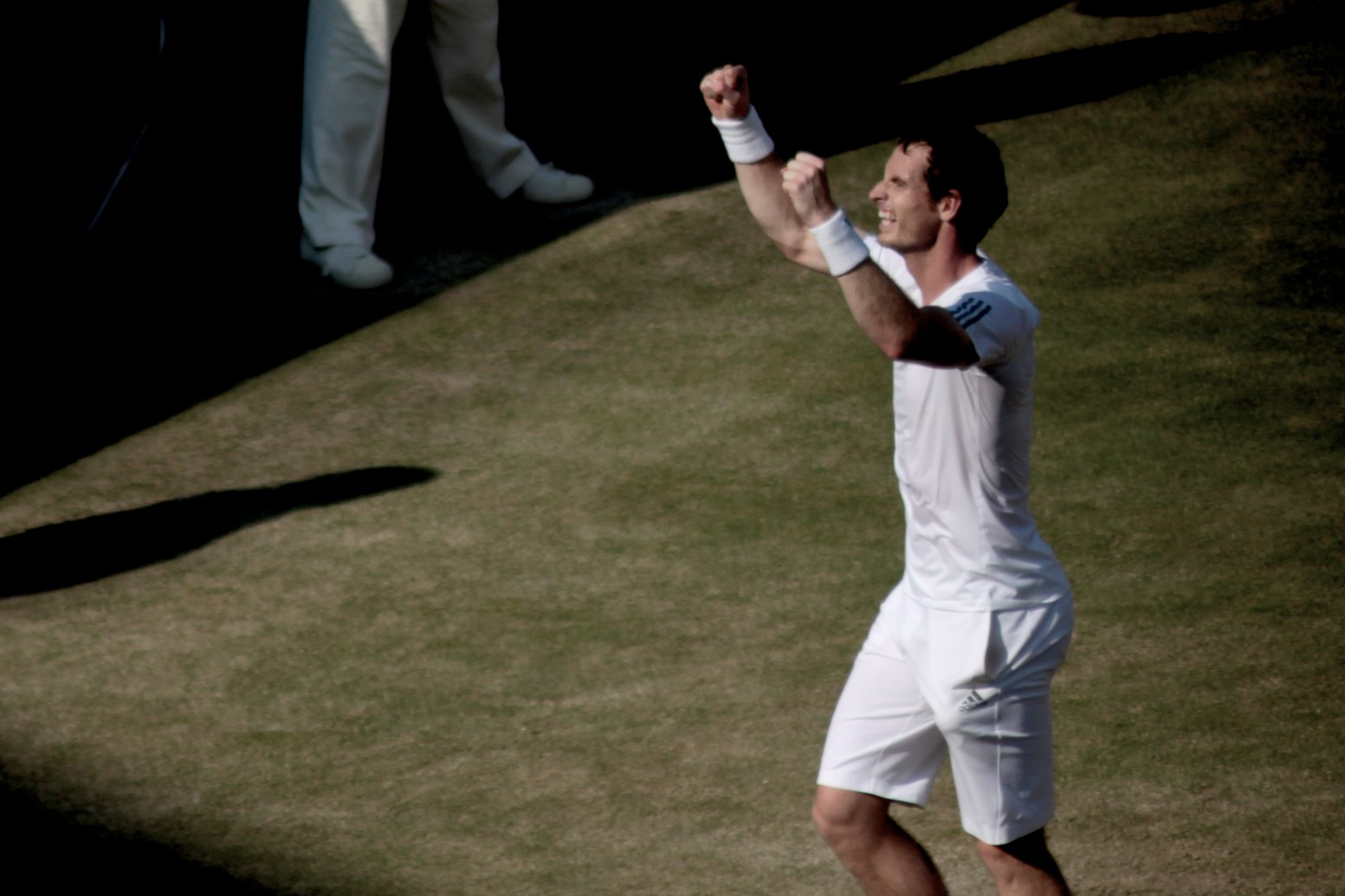
Radost z vítězství ve Wimbledonu

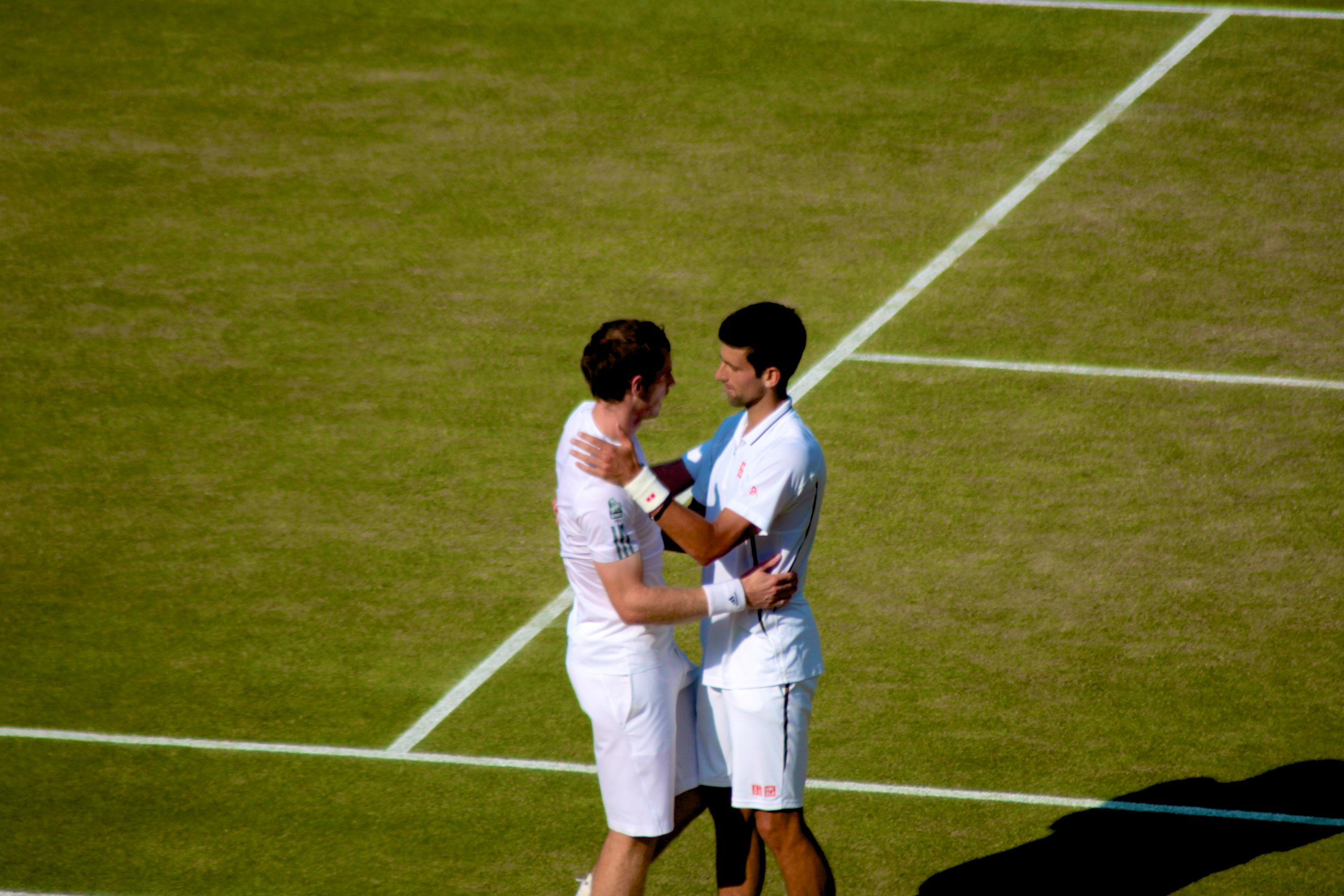
Novak Djoković gratuluje Murraymu k zisku wimbledonského titulu

Murray vstupoval do turnaje jako druhý nasazený a největší britská naděje.
Hladkou třísetovou výhrou nad Benjaminem Beckerem v prvním kole  Wimbledonu, se kterým se utkal po 10 dnech, si připsal 107. výhru na grandslamovém podniku, čímž překonal rekord britský rekord, který doposud držel Fred Perry. V den popravy favoritů a skrečí - první wimbledonská středa podruhé v sezóně porazil Lu Jan-suna. Set mu nedokázali vzít ani třicátý druhý nasazený, Španěl Tommy Robredo a Rus Michail Južnyj, se kterým sice prohrával 5-2 ve druhém setu, nakonec ale zvládl napínavý tie-break.
Výsledkově nejtěžší a nejdelší zápas absolvoval ve čtvrtfinále proti nenasazenému Fernandu Verdascovi, se kterým prohrával už 2-0 na sety, zápas ale dokázal otočit a zvítězil 7-5 v pátém, rozhodujícím setu a dosáhl pátého wimbledonského semifinále v řadě.
V semifinále se utkal 24. nasazeným, Polákem Jerzym Janowiczem, nejpřekvapivějším semifinalistou turnaje. Naposledy se utkali loni v Paříži, kde Murray nevyužil mečboly a nakonec prohrál ve třech setech a Polák nakonec došel až do finále. I ve Wimbledonu začal lépe Polák, kterým vyhrál první set ve zkrácené hře. Domácí tenista ale další překvapení nepřipustil, když vyhrál ostatní tři sady a postoupil do čtvrtého grandslamového finále v řadě.
V něm nastoupil proti světové a turnajové jedničce, Novaku Djokovićovi. Jednalo se o teprve druhý vzájemný zápas na trávě, a první na tomto turnaji. Brit porazil Srba překvapivě 3-0 na sety (6-4, 7-5 a 6-4) a 7.7.2013 stal tak se prvním britském mužem, který vyhrál Wimbledon od roku 1936 (77 let). Vítěznou šňůru na trávě si prodloužil na 18 výher, poslední prohru na tomto povrchu zaznamenal v loňském finále.

### US Open Series

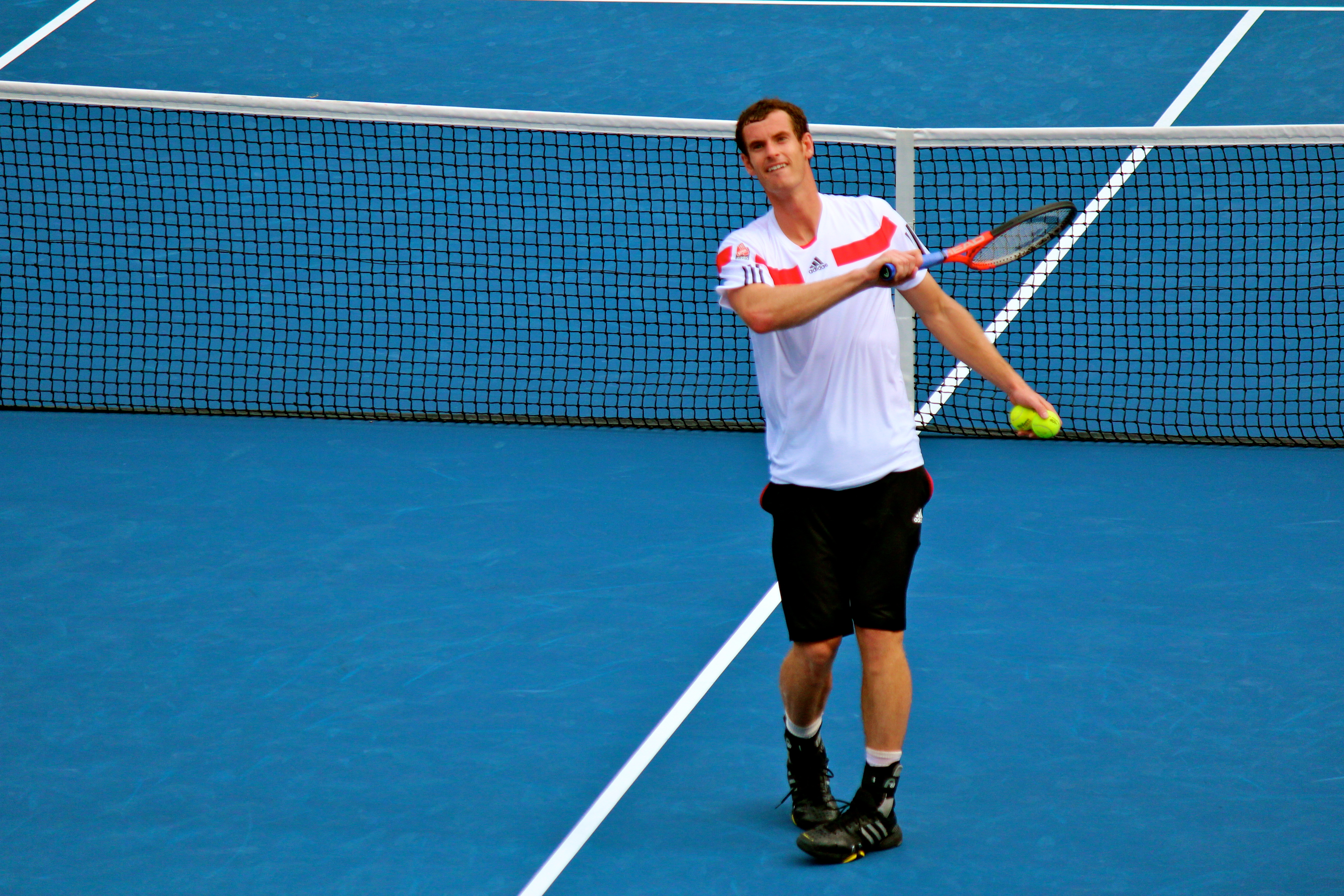
Na US Open

Po čtyřtýdenní pauze se novopečený vítěz Wimbledonu představil na slavném Rogers Cupu, ten rok hraný v Montréalu. Na turnaj vstupoval jako druhý nasazený. V prvním zápase od finále Wimbledonu porazil nenasazeného Španěla Marcela Granollerse. První set Brit vyhrál 6-4, ve druhém úspěšně odvrátil za stavu 3-5 setbol a set vyhrál ve zkrácené hře, když získal sedm míčků v řadě. Ve třetím kole ho ale nečekaně porazil lotyšský tenista Ernests Gulbis po dvou setech.
Na druhém Masters turnaji, Western & Southern Open zůstali na jeho raketě Michail Južnyj a Julien Benneteau, pak ale ve čtvrtfinále prohrál s Čechem Tomášem Berdychem. To turnaji klesl na třetí místo na žebříčku ATP za Nadala, který vyhrál oba velké podniky.
Na poslední grandslamu sezóny,US Open, hrál poprvé jako obhájce titulu. Na úvod porazil ve třech setech Francouze Michaëla Llodru, ve druhém kole Argentince Leonarda Mayera, i když ztratil set. Třetí nasazený hráč nezaváhal ani ve třetím kole, kde neztratil set s Němcem Florianem Mayerem. 0-1 na sety prohrával po ztrátě zkrácené hry s Denisem Istominem, dále už ale ztratil jen devět her. Skončil však ve čtvrtfinále, kde ho porazil Stanislas Wawrinka hladce ve třech setech. Přerušil tak šňůru 4 grandslamových finálových účastí.

### Davis Cup a operace zad
V baráži Davis Cupu, hrané na neoblíbené antuce, porazil jako týmová jednička Ćoriće. Ve čtyřhře přidal bod s Colinem Flemingem. Postup zajistil, když porazil Dodiga.
Kvůli operaci zad ale ukončil sezónu už v září.

## Výsledky dvouhry

### Grandslam + Masters
| Turnaj   | AO | FO | W     | USO | IW | MI    | MC | MA | RO | T/M | CI | SH | PA | TM |
| -------- | -- | -- | ----- | --- | -- | ----- | -- | -- | -- | --- | -- | -- | -- | -- |
| Výsledek | F  | A  | Vítěz | ČF  | ČF | Vítěz | R3 | ČF | R3 | R3  | ČF | A  | A  | A  |

| Legenda | Legenda                                   | Legenda | Legenda                     |
| ------- | ----------------------------------------- | ------- | --------------------------- |
| SR      | poměr vyhraných turnajů ku všem odehraným | W–L V–P | výhry–prohry                |
| NH      | daný rok se turnaj nekonal                | A       | turnaje se hráč nezúčastnil |
| 1Q / LQ | prohra v (kole) kvalifikace               | 1k / 1R | prohra v daném kole turnaje |
| QF / ČF | prohra ve čtvrtfinále                     | SF      | prohra v semifinále         |
| F       | prohra ve finále                          | Vítěz   | vítězství v turnaji         |

## Všechny zápasy

### Dvouhra
| Turnaj | Utkání      | Kolo                   | Soupeř             | Pořadí     | Výsledek                          | Skóre          |           |
| Brisbane International Brisbane, Austrálie ATP World Tour 250 tvrdý, venku 2. ledna – 7. ledna 2013                          | –           | 1. kolo                | Volný los          | Volný los  | Volný los                         | Volný los      | Volný los |
| Brisbane International Brisbane, Austrálie ATP World Tour 250 tvrdý, venku 2. ledna – 7. ledna 2013                          | 1           | 2. kolo                | John Millman       | 199        | Výhra                             | 6–1, 5–7, 6–3  |           |
| Brisbane International Brisbane, Austrálie ATP World Tour 250 tvrdý, venku 2. ledna – 7. ledna 2013                          | 2           | Čtvrtfinále            | Denis Istomin      | 43         | Výhra                             | 6–4, 7–6(7–3)  |           |
| Brisbane International Brisbane, Austrálie ATP World Tour 250 tvrdý, venku 2. ledna – 7. ledna 2013                          | 3           | Semifinále             | Kei Nišikori       | 19         | Výhra                             | 6–4, 2–0 skreč |           |
| Brisbane International Brisbane, Austrálie ATP World Tour 250 tvrdý, venku 2. ledna – 7. ledna 2013                          | 4           | Vítězství              | Grigor Dimitrov    | 48         | Výhra (1)                         | 7–6(7–0), 6–4  |           |
| Australian Open Melbourne, Austrálie Grand Slam Tvrdý, venku 14. ledna – 27. ledna 2013                                      |             |                        |                    |            |                                   |                |           |
| 5 | 1. kolo     | Robin Haase            | 53                 | Výhra      | 6–3, 6–1, 6–3                     |                |           |
| 6 | 2. kolo     | João Sousa             | 100                | Výhra      | 6–2, 6–2, 6–4                     |                |           |
| 7 | 3. kolo     | Ričardas Berankis      | 110                | Výhra      | 6–3, 6–4, 7–5                     |                |           |
| 8 | 4. kolo     | Gilles Simon           | 16                 | Výhra      | 6–3, 6–1, 6–3                     |                |           |
| 9 | Čtvrtfinále | Jérémy Chardy          | 36                 | Výhra      | 6–4, 6–1, 6–2                     |                |           |
| 10 | Semifinále  | Roger Federer          | 2                  | Výhra      | 6–4, 6–7(7–5), 6–3, 6–7(7–2), 6–2 |                |           |
| 11 | Finále      | Novak Djoković         | 1                  | Prohra (1) | 6–7(2–7), 7–6(7–3), 6–3, 6–2      |                |           |
| BNP Paribas Open Indian Wells, Kalifornie, USA ATP World Tour Masters 1000 Tvrdý, venku 4. březen – 17. březen 2013          |             |                        |                    |            |                                   |                |           |
| - | 1. kolo     | Volný los              | Volný los          | Volný los  | Volný los                         | Volný los      |           |
| 12 | 2. kolo     | Jevgenij Donskoj       | 82                 | Výhra      | 5-7, 6-2, 6-2                     |                |           |
| 13 | 3. kolo     | Lu Jan-sun             | 79                 | Výhra      | 6-3, 6-2                          |                |           |
| 14 | 4. kolo     | Carlos Berlocq         | 85                 | Výhra      | 7-6(7–4), 6-4                     |                |           |
| 15 | Čtvrtfinále | Juan Martín del Potro  | 7                  | Prohra     | 7-6(7–4), 3-6, 1-6                |                |           |
| Sony Open Tennis Miami, USA ATP World Tour Masters 1000 Tvrdý, venku 18. března – 31. března                                 |             |                        |                    |            |                                   |                |           |
| - | 1. kolo     | Volný los              | Volný los          | Volný los  | Volný los                         | Volný los      |           |
| 16 | 2. kolo     | Bernard Tomic          | 43                 | Výhra      | 6–3, 6–1                          |                |           |
| 17 | 3. kolo     | Grigor Dimitrov        | 32                 | Výhra      | 7–6(7–3), 6–3                     |                |           |
| 18 | 4. kolo     | Andreas Seppi          | 19                 | Výhra      | 6-2, 6-4                          |                |           |
| 19 | Čtvrtfinále | Marin Čilić            | 11                 | Výhra      | 6-4, 6-3                          |                |           |
| 20 | Semifinále  | Richard Gasquet        | 10                 | Výhra      | 6–7(3–7), 6–1, 6–2                |                |           |
| 21 | Vítězství   | David Ferrer           | 5                  | Výhra (2)  | 2–6, 6–4, 7–6(7–1)                |                |           |
| Monte-Carlo Rolex Masters Monte Carlo, Monako ATP World Tour Masters 1000 Antuka (červená), venku 15. dubna – 21. dubna 2013 |             |                        |                    |            |                                   |                |           |
| - | 1. kolo     | Volný los              | Volný los          | Volný los  | Volný los                         | Volný los      |           |
| 22 | 2. kolo     | Édouard Roger-Vasselin | 78                 | Výhra      | 6-1, 6-4                          |                |           |
| 23 | 3. kolo     | Stanislas Wawrinka     | 17                 | Prohra     | 1-6, 2-6                          |                |           |
| Mutua Madrid Open Madrid, Španělsko ATP World Tour Masters 1000 Antuka (červená), venku 6. květen – 12. květen 2013          |             |                        |                    |            |                                   |                |           |
| - | 1. kolo     | Volný los              | Volný los          | Volný los  | Volný los                         | Volný los      |           |
| 24 | 2. kolo     | Florian Mayer          | 26                 | Výhra      | 7-6(13–11), 7-6(7–3)              |                |           |
| 25 | 3. kolo     | Gilles Simon           | 17                 | Výhra      | 2-6, 6-4, 7-6(8–6)                |                |           |
| 26 | Čtvrtfinále | Tomáš Berdych          | 6                  | Prohra     | 6-7(3–7), 4-6                     |                |           |
| Internazionali BNL d'Italia Řím, Itálie ATP World Tour Masters 1000 Antuka (červená), venku 13. května – 19. května 2013     |             |                        |                    |            |                                   |                |           |
| - | 1. kolo     | Volný los              | Volný los          | Volný los  | Volný los                         | Volný los      |           |
| 27 | 2. kolo     | Marcel Granollers      | 37                 | Prohra     | 2-6, 7-6(7–5), skreč.             |                |           |
| Queen's Club Championships Londýn, Spojené království ATP World Tour 250 Tráva, venku 10. června – 16. června 2013           | -           | 1. kolo                | Volný los          | Volný los  | Volný los                         | Volný los      | Volný los |
| Queen's Club Championships Londýn, Spojené království ATP World Tour 250 Tráva, venku 10. června – 16. června 2013           | 28          | 2. kolo                | Nicolas Mahut      | 224        | Win                               | 6-3, 7-6(7–4)  |           |
| Queen's Club Championships Londýn, Spojené království ATP World Tour 250 Tráva, venku 10. června – 16. června 2013           | 29          | 3. kolo                | Marinko Matosevic  | 65         | Výhra                             | 6-2, 6-2       |           |
| Queen's Club Championships Londýn, Spojené království ATP World Tour 250 Tráva, venku 10. června – 16. června 2013           | 30          | Čtvrtfinále            | Benjamin Becker    | 85         | Výhra                             | 6-4, 7-6(7–3)  |           |
| Queen's Club Championships Londýn, Spojené království ATP World Tour 250 Tráva, venku 10. června – 16. června 2013           | 31          | Semifinále             | Jo-Wilfried Tsonga | 7          | Výhra                             | 4-6, 6-3, 6-2  |           |
| Queen's Club Championships Londýn, Spojené království ATP World Tour 250 Tráva, venku 10. června – 16. června 2013           | 32          | Vítězství              | Marin Čilić        | 12         | Výhra (3)                         | 5-7, 7-5, 6-3  |           |
| Wimbledonu Londýn, Spojené království Grand Slam Tráva, venku 24. června - 7. července 2013                                  |             |                        |                    |            |                                   |                |           |
| 33 | 1. kolo     | Benjamin Becker        | 95                 | Výhra      | 6-4, 6-3, 6-2                     |                |           |
| 34 | 2. kolo     | Lu Jan-sun             | 75                 | Výhra      | 6-3, 6-3, 7-5                     |                |           |
| 35 | 3. kolo     | Tommy Robredo          | 29                 | Výhra      | 6-2, 6-4, 7-5                     |                |           |
| 36 | 4. kolo     | Michail Južnyj         | 26                 | Výhra      | 6&-4, 7-6(7–5), 6-1               |                |           |
| 37 | Čtvrtfinále | Fernando Verdasco      | 54                 | Výhra      | 4-6, 3-6, 6-1, 6-4, 7-5           |                |           |
| 38 | Semifinále  | Jerzy Janowicz         | 22                 | Výhra      | 6-7(2-7), 6-4, 6-4, 6-3           |                |           |
| 39 | Vítězství   | Novak Djoković         | 1                  | Výhra (4)  | 6-4, 7-5, 6-4                     |                |           |
| Rogers Cup Montréal, Kanada ATP World Tour Masters 1000 Tvrdý, venku 3. srpna – 11. srpna 2013                               |             |                        |                    |            |                                   |                |           |
| - | 1. kolo     | Volný los              | Volný los          | Volný los  | Volný los                         | Volný los      |           |
| 40 | 2. kolo     | Marcel Granollers      | 36                 | Výhra      | 6-4, 7-6 (7-2)                    |                |           |
| 41 | 3. kolo     | Ernests Gulbis         | 38                 | Prohra     | 4-6, 3-6                          |                |           |
| Cincinnati Masters Cincinnati, USA ATP World Tour Masters 1000 Tvrdý, venku 12. srpna – 19. srpna 2013                       |             |                        |                    |            |                                   |                |           |
| - | 1. kolo     | Volný los              | Volný los          | Volný los  | Volný los                         | Volný los      |           |
| 42 | 2. kolo     | Michail Južnyj         | 25                 | Výhra      | 6-2, 6-3                          |                |           |
| 43 | 3. kolo     | Julien Benneteau       | 36                 | Výhra      | 6-2, 6-2                          |                |           |
| 44 | Čtvrtfinále | Tomáš Berdych          | 6                  | Prohra     | 3–6, 4–6                          |                |           |
| US Open New York, USA Grand Slam Tvrdý, venku 26. srpna – 9. září 2013                                                       |             |                        |                    |            |                                   |                |           |
| 45 | 1. kolo     | Michaël Llodra         | 49                 | Výhra      | 6–2, 6–4, 6–3                     |                |           |
| 46 | 2. kolo     | Leonardo Mayer         | 81                 | Výhra      | 7–5, 6–1, 3–6, 6–1                |                |           |
| 47 | 3. kolo     | Florian Mayer          | 47                 | Výhra      | 7–6(7–2), 6–2, 6–2                |                |           |
| 48 | 4. kolo     | Denis Istomin          | 65                 | Výhra      | 6–7(5–7), 6–1, 6–4, 6–4           |                |           |
| 49 | Čtvrtfinále | Stanislas Wawrinka     | 10                 | Prohra     | 4–6, 3–6, 2–6                     |                |           |
| Davis Cup - baráž Umag, Chorvatsko Davis Cup Antuka, venku 13. září - 15. září 2013                                          |             |                        |                    |            |                                   |                |           |
| 50 | R1          | Borna Ćorić            | 525                | Výhra      | 6-3, 6-0, 6-3                     |                |           |
| 51 | R4          | Ivan Dodig             | 35                 | Výhra      | 6-4, 6-2, 6-4                     |                |           |

### Čtyřhra
| Turnaj | Utkání      | Kolo                               | Soupeři    | Pořadí     | Výsledek                | Skóre |
| BNP Paribas Open Indian Wells, USA ATP World Tour Masters 1000 tvrdý, venku 4. března – 17. března 2013 Partner: Colin Fleming |             |                                    |            |            |                         |       |
| 1 | 1. kolo     | Robert Lindstedt / Nenad Zimonjić  | #7 / #20   | Výhra      | 6–4, 4–6, [10–4]        |       |
| 2 | 2. kolo     | Treat Conrad Huey / Jerzy Janowicz | #36 / #136 | Prohra     | 3–6, 5–7                |       |
| Canada Masters Montréal, Kanada ATP World Tour Masters 1000 tvrdý, venku 3. srpna– 11. srpna 2013 Partner: Colin Fleming       |             |                                    |            |            |                         |       |
| 3 | 1. kolo     | Julien Benneteau / Nenad Zimonjić  | #19 / #12  | Výhra      | 1–6, 6–4, [10-6]        |       |
| 4 | 2. kolo     | Leander Paes / Radek Štěpánek      | #10 / #9   | Výhra      | 6–3, 6–3                |       |
| 5 | Čtvrtfinále | Ajsám Kúreší / Jean-Julien Rojer   | #13 / #14  | Výhra      | 6–3, 7–6(7-3)           |       |
| 6 | Semifinále  | Robert Lindstedt / Daniel Nestor   | #11 / #18  | Výhra      | 6–3, 6–0                |       |
| 7 | Finále      | Alexander Peya / Bruno Soares      | #6 / #8    | Prohra (1) | 4–6, 6–7(4–7)           |       |
| Davis Cup - baráž Umag, Chorvatsko Davis Cup Antuka, venku 13. září – 15. září 2013 Partner: Colin Fleming                     |             |                                    |            |            |                         |       |
| 8 | R3          | Ivan Dodig / Mate Pavić            | #23 / #89  | Výhra      | 6–4, 6–3, 6–7(6–8), 6–1 |       |

## Finálové účasti

### Dvouhra (4-1)
| Stav      | Č.  | Datum            | Turnaj         | Povrch | Soupeř ve finále | Výsledek             |
| --------- | --- | ---------------- | -------------- | ------ | ---------------- | -------------------- |
| Vítěz     | 25. | 6. ledna 2013    | Brisbane       | tvrdý  | Grigor Dimitrov  | 7–60, 6–4            |
| Finalista | 14. | 27. ledna 2013   | Melbourne      | tvrdý  | Novak Djoković   | 7–62, 63–7, 3–6, 2–6 |
| Vítěz     | 26. | 31. března 2013  | Miami          | tvrdý  | David Ferrer     | 1–6, 6–4, 7–6 (7–1)  |
| Vítěz     | 27. | 16. června 2013  | Londýn, Queens | tráva  | Marin Čilić      | 5–7, 7–5, 6–3        |
| Vítěz     | 28. | 7. července 2013 | Wimbledon      | tráva  | Novak Djoković   | 7–5, 6–4, 6–4        |

### Čtyřhra (0-1)
| Stav      | Č. | Datum          | Turnaj   | Povrch | Partner       | Soupeři ve finále           | Výsledek      |
| --------- | -- | -------------- | -------- | ------ | ------------- | --------------------------- | ------------- |
| Finalista | 2. | 11. srpna 2013 | Montréal | tvrdý  | Colin Fleming | Alexander Peya Bruno Soares | 4–6, 6–7(4–7) |

## Statistiky

### Zápasy proti hráčům z desítky žebříčku ATP (5-5)
| Výsledek | Č. | Hráč                  | Pořadí | Turnaj                  | Povrch | Kolo        | Skóre                             |
| -------- | -- | --------------------- | ------ | ----------------------- | ------ | ----------- | --------------------------------- |
| Výhra    | 1. | Roger Federer         | #2     | Australian Open         | Tvrdý  | Semifinále  | 6–4, 6–7(5–7), 6–3, 6–7(2–7), 6–2 |
| Prohra   | 1. | Novak Djoković        | #1     | Australian Open         | Tvrdý  | Finále      | 7-6(7-2), 6-7(3-7), 3-6, 2-6      |
| Prohra   | 2. | Juan Martín del Potro | #7     | BNP Paribas Open        | Tvrdý  | Čtvrtfinále | 7-6(7-5), 3-6, 1-6                |
| Výhra    | 2. | Richard Gasquet       | #10    | Miami Masters           | Tvrdý  | Semifinále  | 6–7(3–7), 6–1, 6–2                |
| Výhra    | 3. | David Ferrer          | #5     | Miami Masters           | Tvrdý  | Finále      | 2–6, 6–4, 7–6(7–1)                |
| Prohra   | 3. | Tomáš Berdych         | #6     | Madrid Open             | Antuka | Čtvrtfinále | 6-7(3-7), 4-6                     |
| Výhra    | 4. | Jo-Wilfried Tsonga    | #7     | AEGON Championships     | Tráva  | Semifinále  | 4–6, 6–3, 6–2                     |
| Výhra    | 5. | Novak Djoković        | #1     | Wimbledon               | Tráva  | Finále      | 6–4, 7–5, 6–4                     |
| Prohra   | 4. | Tomáš Berdych         | #6     | Western & Southern Open | Tvrdý  | Čtvrtfinále | 3-6, 4-6                          |
| Prohra   | 5. | Stanislas Wawrinka    | #10    | US Open                 | Tvrdý  | Čtvrtfinále | 4-6, 3-6, 2-6                     |